# Filipendula formosa
Filipendula formosa är en rosväxtart som beskrevs av Takenoshin Nakai. Filipendula formosa ingår i släktet älggrässläktet, och familjen rosväxter. Inga underarter finns listade i Catalogue of Life.